# Ik (fiume)
L'Ik (in russo Ик?; conosciuto anche come Bol'šoj Ik, grande Ik; in tataro Ык, Iq; in baschiro, Ыҡ) è un fiume della Russia europea orientale (Repubbliche Autonome del Baškortostan e del Tatarstan), affluente di sinistra della Kama.

## Percorso
Nasce dalle alture di Bugul'ma e Belebej, nell'estrema porzione sudoccidentale della Repubblica del Baškortostan; si dirige verso sudovest, curvando però dopo poco prendendo direzione settentrionale che manterrà, mediamente, per tutto il suo corso. Segna per un lungo tratto il confine fra il Baškortostan e il Tatarstan, bagnando la importante città di Oktjabr'skij. Sfocia nella Kama da sinistra, in corrispondenza del bacino di Nižnekamsk. I principali affluenti dell'Ik sono Dymka (86 km), Mellja (72 km), Menzelja (159 km) da sinistra, Usen' (147 km) da destra.

## Regime
L'Ik è gelato, mediamente, dalla seconda metà di novembre alla metà di aprile; è navigabile, inoltre, per 100 km a monte della foce.

## Bacino idrografico
Nel bacino del fiume si rinvengono importanti giacimenti di petrolio.